# Chelonus cylindricus
Chelonus cylindricus är en stekelart som beskrevs av Mccomb 1968. Chelonus cylindricus ingår i släktet Chelonus och familjen bracksteklar. Inga underarter finns listade i Catalogue of Life.